# Luis Carlos Fernandes
Luis Carlos Fernandes (* 25. Juli 1985 in Mogi Guaçu), auch einfach nur Luizinho genannt, ist ein ehemaliger brasilianischer Fußballspieler.

## Karriere
Luis Carlos Fernandes stand bis Ende 2006 beim FC Santos im brasilianischen Santos unter Vertrag. 2005 wurde er an Associação Portuguesa de Desportos ausgeliehen. 2006 erfolgten Ausleihen an die brasilianischen Vereine EC Taubaté und Ipatinga FC. Nach Vertragsende wechselte er 2007 nach Südkorea. Hier schloss er sich dem Daegu FC an. Der Verein aus Daegu spielte in der ersten Liga des Landes, der K League 1. Für Daegu absolvierte er 23 Spiele und schoss dabei elf Tore. 2008 unterschrieb er einen Vertrag beim Ligakonkurrenten Ulsan Hyundai in Ulsan. Hier stand er bis Mitte 2009 unter Vertrag. Im Juli 2009 zog es ihn nach Kuwait, wo ihn al-Arabi aus Mansouria, einem Stadtteil von Kuwait, verpflichtete. Mit dem Klub spielte er in der ersten Liga, der Kuwaiti Premier League. Im März 2011 ging er wieder nach Südkorea, wo er vier Monate für Incheon United aus Incheon in der ersten Liga spielte. Im Juli 2011 kehrte er in seine Heimat zurück. Hier spielte er für die Vereine EC Santo André, CA Sorocaba und São José EC. Gwangju FC, ein südkoreanischer Zweitligist aus Gwangju, nahm ihn die zweite Jahreshälfte 2013 unter Vertrag. Nach Thailand wechselte er 2014. Die Hinserie 2014 spielte er in Suphanburi beim Suphanburi FC. Der Verein spielte in der ersten Liga, der Thai Premier League. Die Rückserie stand er beim Ligakonkurrenten Army United in Bangkok unter Vertrag. Nach einem Jahr in Thailand ging er 2015 wieder nach Brasilien. Hier schloss er sich bis Ende 2016 dem Itumbiara EC aus Itumbiara an. Anfang 2017 nahm ihn CA Juventus für fünf Monate unter Vertrag.